# موج دریا

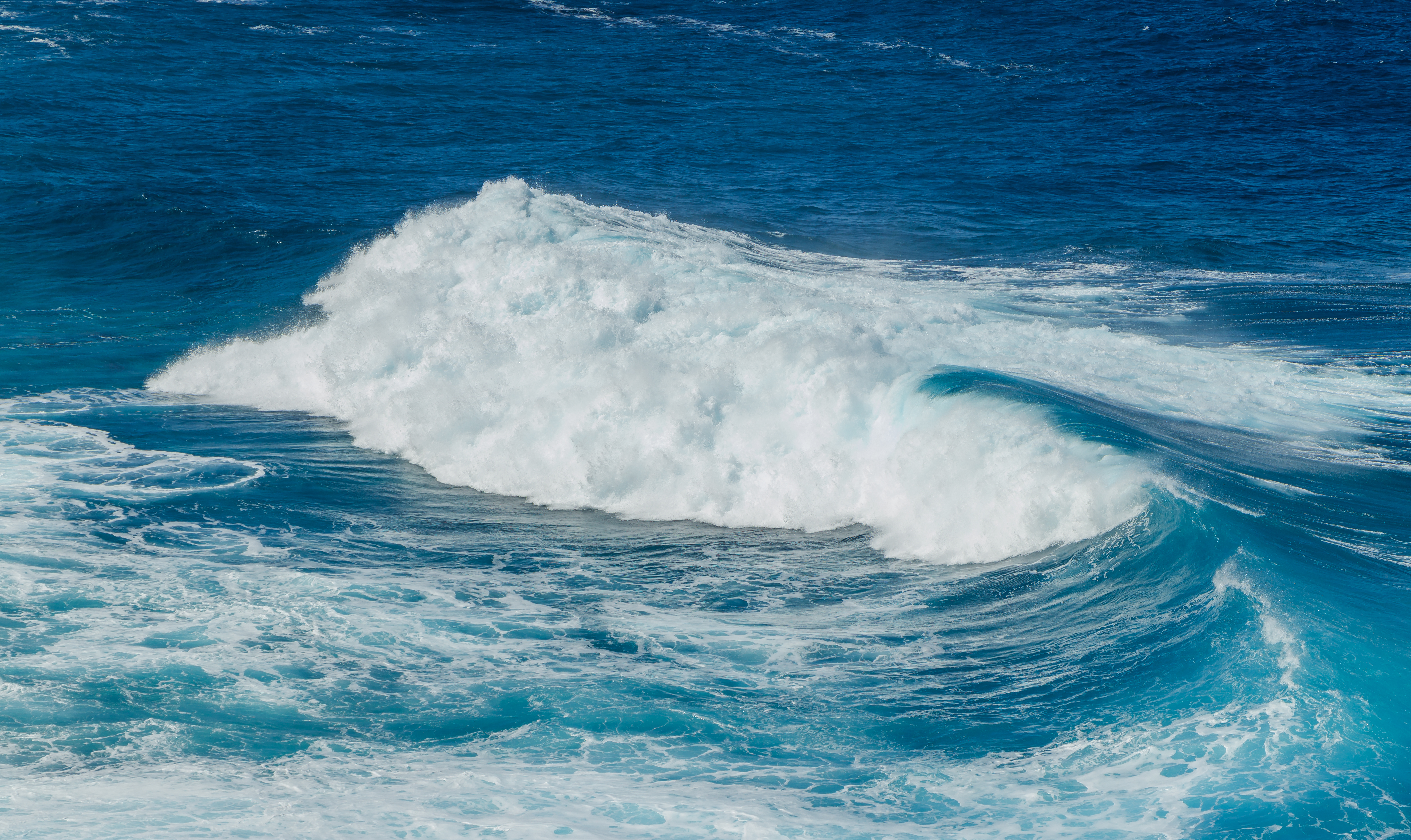
امواج سطح اقیانوس اطلس در ساحل جزیرهٔ مادیرا (en)، پرتغال.

امواج سطح اقیانوس (Ocean surface wave) به آن دسته از امواج سطحی گفته می‌شود که بر روی سطوح آزاد آب اقیانوس‌ها تشکیل می‌شوند.

حرکت ذرات آب در یک موج عمیق

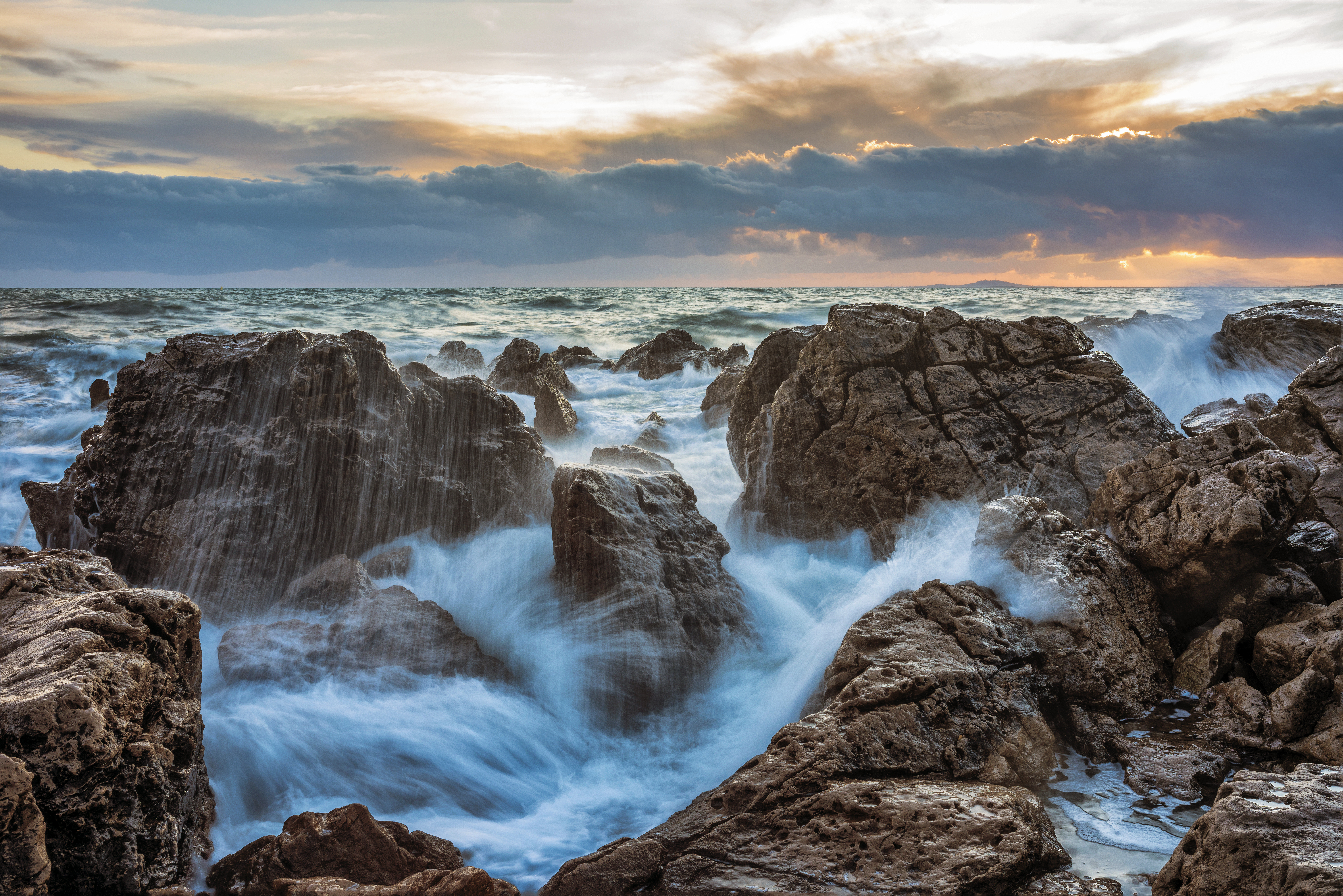
نگاره‌ای ثبت‌شده در هنگام غروب از برخورد موج دریا با صخره‌ها در کورنیش سِت، فرانسه.

## پانوشته‌ها
1. ↑  Surface waves